# Orozco (álbum)
Orozco es el undécimo álbum de estudio del cantautor argentino León Gieco. Fue lanzado en el año 1997 por el sello EMI y producido por León Gieco, Luis Gurevich y Gustavo Borner.De este álbum se desprenden los sencillos "El imbécil" y "Ojo con los Orozco". Esta última canción, prácticamente hablada, tiene la particularidad en que la única vocal pronunciada es la "O", la cual tuvo un gran recibimiento en Argentina y en el extranjero. El disco fue un éxito y canciones como "Ojo con los Orozco", "Alas de tango" (cuya letra pertenece a la esposa de Gieco, Alicia Scherman, y la música a Gurevich), "El Imbécil" y "El embudo" se convirtieron en nuevos clásicos de Gieco.

## Grabación
La grabación comenzó en el pueblo natal de Gieco y continuó entre Buenos Aires y Los Ángeles. En esta ciudad, como había hecho en su anterior disco Desenchufado, se contrataron músicos de sesión como el percusionista Álex Acuña, el bajista Jimmy Johnson o los vientistas Ramón Flores, Don Markese y Eric Jorgensen, el baterista John Robinson, que toca con Quincy Jones, el bajista Bob Diekmeier (integrante de la banda de James Taylor), y el armoniquista Juke Logan (que ya había sido contratado para Desenchufado). EMI le dio a Gieco el apoyo que no había tenido antes. También comenzó a apoyar la difusión de sus discos con videos. 

"[Para la grabación] fuimos con Luis Gurevich a mi pueblo, Cañada Rosquín, a una casa que tengo frente a la playa. Había un clima muy piola, porque era la fiesta del cumpleaños 102. Ahí avanzamos muchísimo. Nos levantábamos a la mañana, tomábamos unos mates, jugos, comíamos liviano y trabajábamos todos los días hasta las dos de la mañana, y uno de los trabajos que hacíamos era escuchar música. Por ejemplo, John Lennon; tocábamos arriba de él y descubríamos cómo componía las melodías... Era maravilloso. Entonces teníamos una melodía y Gurito la organizaba, le ponía la base, la batería y yo me iba para allá a escribir la letra. Todo eso lo hicimos en dos semanas. Nos pusimos en sincro."
León Gieco.

En Orozco está incluido un tema, cuyo autor es Marcelo Berbel, llamado "El embudo (Homenaje a la Patagonia)" que denuncia la dependencia económica. Esta canción fue creada a partir de una letra escrita por Berbel a mediados de los 90, y Gieco se encargó de interpretarla y musicalizarla,  a partir de allí se hizo popular. Berbel compartió un festival con Gieco en dónde le pasó la letra, a partir de la cual este último trabajó. La letra de la canción es, según el propio Berbel, una crítica a la extracción de recursos naturales. En su grabación participaron Mercedes Sosa, Ricardo Mollo, Gustavo Santaolalla, Iván Noble, Ricardo Iorio, Gustavo Nápoli, Diego Arnedo y Jorge Araujo.

"Siempre me gustaron las letras que escribe Mercelo Berbel. Esta misma letra se la acercaron una vez a María Julia Alsogaray cuando fue a Bariloche por el incendio. Ella dijo que no tenía por qué leer nada de un pendejo subversivo. Resulta que Berbel tiene setenta y pico de años. Es decir que sigue desubicada. La poesía me la dio cuando me invitaron a tocar a Los Antiguos, que es el lugar donde iban los indios viejos a morir. Fui a tocar un par de veces gratis, porque allí cayeron las cenizas del Hudson y estuvieron dos años trabajando. Apenas la leí me gustó. Está escrita en décimas, y cuando volvía en el avión ya la venía cantando. Me dije que era muy raro cantar con músicas diferentes cada décima. Hice el demo y estaba lindo, pero ocho estrofas, todas iguales, resultaban un poquito aburrido que las cantara todas yo. Pero como siempre lo tomé como un homenaje a la Patagonia, le agregué eso al título y llamé a otros músicos. En vivo, como no voy a poder invitar a todos los que cantan en el disco, lo voy a convertir en canto colectivo. Le voy a dar la letra a la gente. Así zafo. Y cómo vivo zafando!."
León Gieco.

Otros invitados especiales fueron Alfredo Casero (voz en Ojo con los Orozco) y Chango Spasiuk (acordeón en El Señor Durito y yo)
Además en ese mismo año, León participa en el recital que conmemoró los 20 años de las Madres de Plaza de Mayo, junto a bandas como Divididos, Las Pelotas, La Renga, Los Piojos y Attaque 77. También en 1997, se edita Juntos por Chiapas, un importante disco donde participaron diversos artistas latinoamericanos como León Gieco, Mercedes Sosa, Charly García (con Serú Girán), Fito Páez, Paralamas, Divididos, Café Tacuba, Illya Kuryaki and the Valderramas, Los Tres, Andrés Calamaro, entre otros, con el fin de recaudar fondos destinados a las comunidades indígenas del estado mexicano de Chiapas, y en apoyo claro del EZLN. Aquí Gieco colaboró con su canción "El señor Durito y yo", incluida en Orozco.

## Lista de canciones
| N.º | Título                                | Letras          | Música               | Duración |  |
| 1.  | «Ojo con los Orozco»                  | León Gieco      | Gieco, Luis Gurevich | 4:43     |  |
| 2.  | «Rey Mago de las nubes»               | Gieco           | Ricardo Vilca        | 4:17     |  |
| 3.  | «El imbécil»                          | Gieco           | Eduardo Rogatti      | 3:58     |  |
| 4.  | «Alas de tango»                       | Alicia Scherman | Gurevich             | 5:42     |  |
| 5.  | «El embudo (Homenaje a la Patagonia)» | Marcelo Berbel  | Gieco                | 7:52     |  |
| 6.  | «Amor y soledad»                      | Gieco           | Rogatti              | 3:45     |  |
| 7.  | «El arrepentido»                      | Gieco           | Gurevich             | 5:11     |  |
| 8.  | «El Señor Durito y yo»                | Gieco           | Gieco                | 4:39     |  |
| 9.  | «Puño loco»                           | Gieco           | Gieco, Gurevich      | 3:17     |  |
| 10. | «Donde caen los sueños»               | Gieco           | Gieco, Gurevich      | 4:45     |  |

| Bonus track |                    |        |                 |          |  |
| N.º         | Título             | Letras | Música          | Duración |  |
| 11.         | «Todos los Orozco» | Gieco  | Gieco, Gurevich | 14:41    |  |
| 63:38       |                    |        |                 |          |  |

## Personal
| - León Gieco: voz principal y coros, guitarras y cajas - Alfredo Casero: voz en "Ojo con los Orozco" y "Todos los Orozco". - Álex Acuña: percusión. - Jimmy Johnson: bajo. - Ramón Flores: trompeta. - Don Markese: saxo y flauta. - Eric Jorgense: trombón. - Luis Gurevich: piano, cultrunes, acordeón y arreglos de cuerdas y vientos. - Marcelo Berestovoy: guitarras. - Pavel Farkas: dirección de cuerdas y violines. - Gustavo Santaolalla: guitarra y ronroco. Voz en "El embudo (Homenaje a la Patagonia)". - Jim Ross: viola y violín. - Fred Greene: tuba. - Lola y Vicky: voces perrunas en "Rey Mago de las nubes". - John "Juke" Logan: armónica. - Bill White Acre: guitarras, banjo y dobro. - Bob Dieckmeir: bajo. - Mike Harrison: batería. | - Walter Ríos: bandoneón. - John Robinson: batería. - Mercedes Sosa: voz en "El embudo (Homenaje a la Patagonia)". - Ricardo Mollo: voz y guitarra en "El embudo (Homenaje a la Patagonia)". - Iván Noble: voz en "El embudo (Homenaje a la Patagonia)". - Ricardo Iorio: voz en "El embudo (Homenaje a la Patagonia)". - Gustavo "Chizzo" Nápoli: voz en "El embudo (Homenaje a la Patagonia)". - Diego Arnedo: bajo en "El embudo (Homenaje a la Patagonia)". - Jorge Araujo: batería en "El embudo (Homenaje a la Patagonia)". - Colacho Brizuela: guitarra y guitarrón. - Pablo Trosman: cuatro. - Hernán Pagola: quena y flauta. - Chango Spasiuk: acordeón en "El Señor Durito y yo". - David Campbell: arreglos de cuerdas. - Gail Cruz Farkas, Nick Grant, Zheng Wang, Marina Manukian y Yarda Kettner: violines. - Ray Tischer y John Wang: violas. - Kevin Plunket y Jason Guo: cellos. |

## Ficha técnica
- Ingeniero de grabación: Gustavo Borner.
- Ingenieros de grabación adicionales: Pichón Dalpont, Osky Amante y Aníbal Kerpel.
- Asistentes de grabación: Ken Van Druten, Jill "Stan" Tengan, Federico Sanmillán y Pili.
- Ingeniero de mezcla: Gustavo Borner.
- Asistente de mezcla: Jill "Stan" Tengan.
- Grabado en: Ocean Recording Studios, Burbank, CA; Rusk Sound Studios, Hollywood, CA; Big Planet, North Hollywood, CA; La Casa, Hollywood, CA; Digiart, Buenos Aires; Pichón Mobile Estudio, Buenos Aires; Quinta "La Calandria", Buenos Aires.
- Mezclado en: Rusk Sound Studios, Hollywood, California.
- Masterizado por: Chris Bellman en Bernie Grundman Mastering, Hollywood, California.
- Realización artística: León Gieco, Luis Gurevich y Gustavo Borner.
- Coordinación de producción: Daniel Borner.
- Asistencia de A&R EMI en Los Ángeles: Ignacio Soler.
- A&R EMI: Rolando Hernández.
- Fotografía: José Luis Massa.
- Diseño Gráfico: Estudio Massa/Pablo de Barrio.
- Filetes en guitarra y tapa: Luis Zorz.
- Luthier: Miguel Sekine.